# Aleuroclava tianmuensis
Aleuroclava tianmuensis is een halfvleugelig insect uit de familie witte vliegen (Aleyrodidae). De wetenschappelijke naam van deze soort werd voor het eerst geldig gepubliceerd door Wang en Dubey in 2014.